# Tomasz Rumszewicz
Tomasz Rumszewicz (ur. 13 maja 1955 w Poznaniu) – polski żeglarz, trener.

## Kariera
Jako żeglarz uczestniczył w Letnich Igrzyskach Olimpijskich 1976 w Montrealu. Reprezentował AZS Olsztyn. Później jako trener prowadził medalistę IO, Mateusza Kusznierewicza.
Postanowieniem prezydenta RP Aleksandra Kwaśniewskiego z 7 października 2004 został odznaczony Krzyżem Kawalerskim Orderu Odrodzenia Polski za wybitne osiągnięcia sportowe, za zasługi w krzewieniu idei olimpijskiej.